# Sneha Ullal
Pour les articles homonymes, voir Ullal.
Sneha Ullal, née le 18 décembre 1987 à Mascate (Oman), est une actrice indienne.

## Filmographie

### Au cinéma
- 2005 : Lucky: No Time for Love : Lucky Negi
- 2006 : Aryan: Unbreakable : Neha A. Verma
- 2007 : Gandhi Park : Priyanka Phillip
- 2007 : Jaane Bhi Do Yaaron : Special appearance
- 2008 : Ullasanga Utsahanga
- 2008 : Nenu Meeku Telusa...? : Anjali
- 2009 : Kaash Mere Hote : Radhika
- 2009 : Current : Sneha
- 2010 : Click : Aarti Kaushik
- 2010 : Varudu : Nisha
- 2010 : Simha : Janaki
- 2011 : Ala Modalaindi : Kavya
- 2011 : Vaanam
- 2011 : Madatha Kaaja : Swapna
- 2012 : It's Rocking: Dard-E-Disco : D. J. Milli
- 2013 : Action
- 2015 : Bezubaan Ishq : Rumzum  (créditée)